# Котетишвили, Вахтанг Ильич
Вахтанг Ильич Котетишвили (груз. ვახტანგ ილიას ძე კოტეტიშვილი, 24 октября 1893 года, с. Диди-Тонети, ныне — Тетрицкаройского муниципалитета, Грузия — 17 января 1937) — фольклорист, эссеист, литературовед, критик, историк, художник, скульптор, искусствовед, журналист и общественный деятель. Родоначальник грузинской фольклористики.

## Биография
Родился в семье протоиерея Ильи Котетишвили и Екатерины Бидзинашвили. В семье было ещё трое детей — сестра Ивлита и братья Гиго и Ладо.
В 1911 году окончил Тифлисскую духовную семинарию, получил духовный сан, продолжил обучение на педагогическом факультете Петербургского психоневрологического института, основанного Бехтеревым.
С 1914 по 1918 год учился на историко-филологическом факультете Дерптского университета. Окончил университет в 1918 году. С 1919 года работал учителем в школах Тифлиса.
Окончил Тбилисскую академию художеств (первый выпуск). Ректор Академии с 1930 по 1932 год.
Создал курс истории грузинской литературы XIX века. Основал в Тбилисском университете кафедру фольклора, читал лекции, организовал первую фольклорную экспедицию.

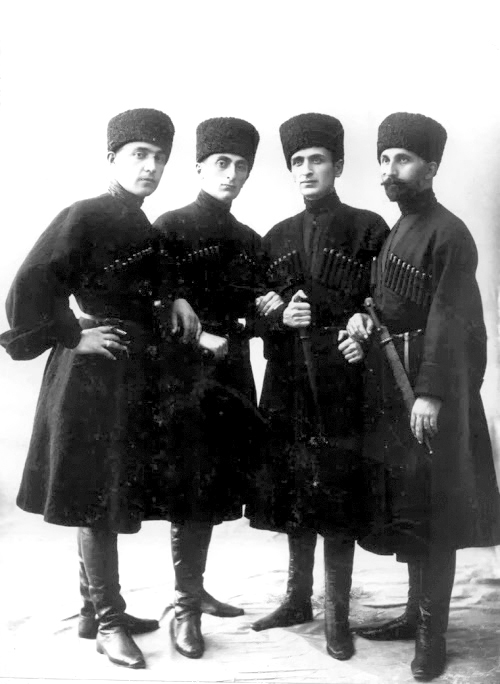
Носители чёрных чох. Котетишвили — 2-й справа

После советизации Грузии занимал антисоветские позиции, в феврале 1921 года в знак протеста против присоединения Грузии к Советской России вместе с писателем К. Гамсахурдия, историком П. Ингороквой и поэтом А. Абашели облачился в траур (траурные чохи), который носил несколько месяцев.
Самоотверженно выступал в защиту храма Святого Давида (Мама-Давити) на Мтацминде.
Расстрелян 17 января 1937 года

## Семья
- Дочери — Лейла, Манана
- Сын — Вахушти (1935—2008) — литературный критик и переводчик.
  - Внук — Котетишвили, Гуга — художник.
  - Внук — Котетишвили, Тато (1959, Тбилиси — 1997, Роттердам) — режиссёр, погиб в 1997 году.

## Память
Имя Вахтанга Котетишвили носит улица в Тбилиси.